# 王筠 (清朝女詩人)
王筠（1749年—1819年），字松坪，號綠窗女史。陝西長安縣（今屬西安市）人。清代女詩人、戲曲作家。
父王元常，乾隆十三年（1748年）進士，曾官直隸武邑、永清等縣知縣，工詩，為官亦不廢吟詠。王筠自幼穎異，十三四歲即工詩詞。適同邑王氏，夫早逝，王筠撫子百齡長大成人，並激勵道：「吾於汝家長貧作苦，所望者為進士女復為進士母耳」。嘉慶七年（1802年），百齡亦成進士。
王筠詩詞收入《槐慶堂集》，且與父元常、子百齡合刊有《西園瓣香集》。其編寫戲曲也頗有造詣，現存傳奇《繁華夢》、《全福記》。另有《遊仙夢》、《會仙記》等。